# Eslam Issa
Eslam Issa ou Islam Hassan, né le 2 juillet 1988, est un joueur de handball égyptien. Il évolue au sein de l'Al Ahly et de l'équipe nationale d'Égypte.

## Palmarès

### En équipe nationale
Championnat d'Afrique des nations
- Médaille d'or au Championnat d'Afrique des nations 2016
- Médaille d'argent au Championnat d'Afrique des nations 2018
- Médaille de bronze au Championnat d'Afrique des nations 2012
- Médaille de bronze au Championnat d'Afrique des nations 2014

### En clubs
- Médaille d'or à la Ligue des champions d'Afrique 2014 (Tunisie)
- Vainqueur du championnat de Tunisie masculin de handball : 2015
- Vainqueur de la coupe de Tunisie : 2015
- Médaille d'or à la supercoupe d'Afrique 2015 (Gabon)